# 그레고르 피셔
그레거 피셔(Gregor Fisher, 영어 발음: /ˈɡrɛɡər/, 1953년 12월 22일 ~ )는 스코틀랜드의 배우이다.

## 출연 작품
- 위스키 거로어! (2016)
- 와일드 타겟 (2010)
- 올리버 트위스트 (2007)
- 래시 (2005)
- 베니스의 상인 (2004) - 솔라니오 역
- 러브 액츄얼리 (2003)
- 기차길 옆 아이들 (2000)
- 발디 맨 (1995)
- 셜록 홈즈와 나 (1988)
- 다이애나의 두 남자 (1987)
- 1984 (1984)
- 다른 시간 다른 장소 (1983)